# Système dissipatif
 (mai 2015).
Si vous disposez d'ouvrages ou d'articles de référence ou si vous connaissez des sites web de qualité traitant du thème abordé ici, merci de compléter l'article en donnant les références utiles à sa vérifiabilité et en les liant à la section « Notes et références ».
Un système dissipatif (ou structure dissipative) est un système qui évolue dans un environnement avec lequel il échange de l'énergie ou de la matière. C'est donc un système ouvert, loin d'un équilibre thermodynamique. Un système dissipatif est caractérisé par le bilan de ses échanges (échange d'énergie, création d'entropie), et l'apparition spontanée d'une brisure de symétrie spatiale (anisotropie) qui peut quelquefois laisser apparaître une structure complexe chaotique. Le nouvel état du système est stabilisé grâce à sa « consommation » d'énergie issue de l'environnement.[pas clair] L'expression « structures dissipatives » fut créée par Ilya Prigogine.
Un exemple simple est les cellules de Bénard. Des exemples plus complexes incluent les lasers, les réactions de Belooussov-Jabotinski ou même la vie elle-même. L'exemple le plus courant est celui d'un dissipateur de chaleur.
Un autre aspect notable des structures dissipatives est la brisure de symétrie temporelle qu'elles présentent.[réf. souhaitée]

## Systèmes dissipatifs quantiques
Comme la mécanique quantique dépend fortement de la mécanique hamiltonienne, elle n'est pas intrinsèquement capable de décrire les systèmes dissipatifs. En principe on peut coupler faiblement le système, disons un oscillateur, à un bain, c'est-à-dire un assemblage de nombreux oscillateurs en équilibre thermique avec un spectre à large bande, et suivre (en moyenne) l'évolution du bain. Cela produit une équation principale qui est un cas spécial d'une situation plus générale appelée l'équation de Lindblad (en).